# Johannes Fecht
Johannes Fecht (né le 25 décembre 1636 à Sulzburg, mort le 5 mai 1716 à Rostock) est un théologien protestant allemand.

## Biographie
Johannes Fecht est le fils du pasteur et surintendant du margraviat de Bade-Hachberg Johann Fecht et de sa femme Regina Barbara (morte en 1664), la fille du surintendant général de Bade Johann Jakob Dahler. En 1653, Fecht entre au gymnasium de Durlach et en 1655, il s'inscrit à l'université de Strasbourg. Après avoir entrepris des études philosophiques auprès de Balthasar Scheidt et Heinrich Boeckler, il se tourne vers la théologie et écoute entre autres Balthasar Bebel et Johann Conrad Dannhauer.
Après ses études, il entreprend un voyage d'études qui le conduit dans les universités de Heidelberg, Iéna, Leipzig, Wittenberg et Giessen. Dans ce dernier lieu, il obtient une licence en théologie, devient pasteur à Langendenzlingen, puis adjoint de son père à Hochberg et en 1668 prédicateur de la cour du margrave Frédéric VI de Bade-Durlach. Devenu professeur de théologie à Durlach, il est en 1688 superintendant du margraviat de Bade-Durlach. En raison de la guerre de la Ligue d'Augsbourg, il accepte l'appel de l'université de Rostock, où il est professeur de théologie de 1690 jusqu'à sa mort.
Fecht est un théologien important, d'abord partisan de Philipp Jacob Spener mais devenant au fil du temps un ardent défenseur de l'orthodoxie luthérienne. Au cours de son mandat à Rostock, il rend un service exceptionnel à l'Église du Mecklembourg. Il soutient la distribution de la Bible, le système scolaire et préconise de nouvelles formes d'indépendance de l'Église, qui protègent les pasteurs des attaques des conseils ecclésiastiques. Il s'implique également dans des querelles sur le piétisme, tente de contenir le radicalisme et de réformer l'orthodoxie.
Pendant son séjour à Rostock, il écrit une ode à sa patrie badoise avec l'œuvre Historia et protocollum colloquii Emmendingensis, il recense les événements avant et pendant le colloque d'Emmendingen de juin 1590. Le jeune margrave régnant Jacques III de Bade-Hachberg se convertit à la foi catholique et meurt une semaine plus tard d'un empoisonnement à l'arsenic.
Son ouvrage Disquisitio De Judaica Ecclesia, In qua Facies Ecclesiae, qualis hodie est, & Historia per omnium seculorum aetatem, & Parallelismus cum Ecclesiis Papaea, Calviniana & Syncretica breviter exhibetur, paru à Strasbourg en 1662, est mis à l’Index librorum prohibitorum le 7 décembre 1852.